# Diacetil
Butandiona (numită și diacetil, IUPAC: butan-2,3-diona) este cea mai simplă cetonă dicarbonilică (dicetonă vicinală), fiind un produs secundar al fermentației. Acesta are formula moleculară C4H6O2. Diacetilul este un lichid galben-verzui ce apare în mod natural în băuturile alcoolice și se adaugă la unele produsele alimentare pentru a le conferi un gust de unt.

## Structură
O caracteristică distinctivă a diacetilului (și a altor 1,2-dicetone) este legătura lungă dintre atomii de carbon implicați în legătura carbonilică. Distanța legăturii este de aproximativ 1,54 Å, față de 1,45 Å pentru lungimea unei legături C–C din 1,3-butadienă. Alungirea acesteia este cauzată de repulsiile dintre grupele carbonil, care sunt polarizate.